# تسويق تعهيدي
أصبح التعهيد مجالاً متناميًا للأعمال التجارية ببريطانيا في السنوات العشر الأخيرة، ولكنه يرتبط في المقام الأول «بوظائف الدعم» مثل: تقنية المعلومات (IT)، أو الموارد البشرية (HR)، أو المحاسبة. ولم يتبنى القطاع الصناعي في بريطانيا فكرة التعهيد التسويقي، التي لا زالت شائعة في الولايات المتحدة، حتى الآن، ولكن الانكماش الاقتصادي يعني أن العديد من الأعمال التجارية تضع جيدًا هذا الشكل من خفض التكاليف نصب أعينها.
يُعد التسويق التعهيدي هو فن تسليم المطالب التسويقية برمتها لشركة ما إلى طرف ثالث. ويتيح ذلك ثلاث فوائد مختلفة:
أولاً، يمكن للشركات أن تحصل على مهارات ذات جودة أعلى بحيث يمكن أن تكون الشركات عادةً قادرة على جذبها إلى الأقسام الداخلية.
ثانيًا، تنفي عملية التعهيد الحاجة إلى فريق داخلي، وبالتالي خفض النفقات الإضافية – يمكن للعملاء العمل موضوعيًا مع فريق تسويق أساسي، أو حتى لا شيء على الإطلاق.
ثالثًا، يقلل التعهيد من الحاجة إلى وكالات متعددة متحيزة متخصصة – وتقوم بتلبية كافة احتياجات التسويق وكالة مركزية واحدة تعمل على تقديم تسويق محايد إعلاميًا ومحايد نظاميًا.
ويمكن أن تقوم الأعمال التجارية والماركات بتحقيق تلك الفوائد جميعها مع زيادة ميزة المرونة المضافة (زيادة حجم المتطلبات أو تقليلها في أي لحظة) والتي تلائم تقلب البيئة الاقتصادية.
وينبغي عدم خلط التعهيد التسويقي مع تعهيد المبيعات أو العمل مع منظمة البيع بالتعاقد.
وتعني الخلفية الاقتصادية الصعبة أن الشركات الكبرى قد بدأت في تعهيد أجزاء مهمة من تسويقها. فعلى سبيل المثال، قامت صحيفة الغارديان بتعهيد معظم تصميماتها التسويقية في مايو عام 2010.

## أمثلة
- التسويق التعهيدي [3]
- تسويق الرؤية القبلية [4]
- بروزيس بيرتن جي إم بي إتش [5]